# Nimpkish Indian Reserve 2
Nimpkish Indian Reserve 2 är ett reservat i Kanada.   Det ligger i Regional District of Mount Waddington och provinsen British Columbia, i den sydvästra delen av landet, 3 800 km väster om huvudstaden Ottawa. Nimpkish Indian Reserve 2 ligger på ön Cormorant Island.